# Faint (노래)
"Faint"는 뉴 메탈 밴드 린킨 파크의 2번째 음반 《Meteora》에서 발매된 두 번째 싱글 음반이다. 린킨 파크는 K-ROCK 라디오의 2003년 올해의 최고의 곡에 선정되었고 또한 《Meteora》에서 수록된 곡 중 모던 록 트랙에서 두 번째로 1위를 차지하였다.

## 싱글
앨범이 발매된 2003년 7월 1일에 발매되었다. 이 곡은 또한 다른 점은 표지의 색깔과 구성이 다른 "Faint 1", "Faint 2"라는 2가지 버전의 싱글 앨범을 발매했다. "Faint 1"은 파란색, "Faint 2"는 갈색으로 되어 있다.

## 싱글 파트 1

### "Faint Pt. 1" 수록곡
1. "Faint"
2. "Lying From You" (2003년 프로젝트 레볼루션 라이브)

### "Faint 1" 추가 수록
1. "Somewhere I Belong" (CD-ROM 뮤직비디오)

## 싱글 파트 2

### "Faint 2" 수록곡
1. "Faint"
2. "One Step Closer" (2003년 LPU 《Reanimated》 버전 라이브)

### "Faint 2" 추가 수록
1. "Faint (Live)" (CD-ROM 뮤직 비디오)